# Ndzomoe
Ndzomoe ou Nzomoe est une ville du Gabon, chef-lieu du département du Komo-Océan dans la province de l'Estuaire.

## Situation géographique
La ville est située entre la rive gauche du fleuve Komo et l'océan Atlantique. On peut s'y rendre par voie maritime, grâce à une navette depuis Libreville ou en empruntant la route N1 jusqu'à Kango.
La région de Ndzomoe est réputée pour ses plages à Nyonié et à la Pointe Denis mais également pour la beauté du parc national de Pongara, à quoi il faut ajouter la proximité de la réserve de Wonga Wongué. La ville fait face à la Mission catholique de Donguila sur la rive droite du Komo.